# Парфумер: Історія одного вбивці
«Парфумер: Історія одного вбивці»  (англ. Perfume: The Story of a Murderer) — фільм 2006 року за романом Патріка Зюскінда «Парфуми».

## Сюжет
XVIII століття. В Парижі під прилавком рибного ринку народилася незвичайна людина — Жан-Батист Гренуй. Відкинутий суспільством, через багато років він вирішує здійснити свої грандіозні помисли.
Відпрацювавши на старого паризького парфумера Бальдіні (Дастін Гоффман) і залишивши йому сотню формул парфумів, Жан Батист, одержимий бажанням навчитися мистецтва збереження ароматів, відправляється у французький Грасс, звідки походили найкращі парфумери Парижу. Там герой ставить вражаючий своєю жорстокістю і холоднокровністю експеримент — він вирішує створити єдиний і неповторний аромат, здатний закохувати, зводити з розуму і підпорядковувати собі натовпи людей. Це вбачається можливим тільки змішавши запахи тринадцяти дівчат, яких він одна за одною вбиває і викидує на вулицю. Процедура по «вилученню» з них запаху супроводжувалася обгортанням оголеного тіла жертви в намазану тваринним жиром шкіру і відрізанням волосся. Жителі містечка в паніці; міська знать, перелякана такими зухвалими злочинами, намагається заховати своїх дочок. Архієпископ, покликаний народом для покарання вбивці, виносить йому вирок: злочинець буде відлучений від церкви назавжди, він ніколи не зможе пізнати таїнства святого причастя і ніколи не буде прощений.
Зібравши всі необхідні «інгредієнти» для майбутніх парфумів, Жан-Батист виявляється пійманим батьком (Алан Рікман) останньої жертви — Лори (Рейчел Херд-Вуд). Народ засуджує вбивцю до страти, проте вже через декілька годин вони, приголомшені ароматом парфумів, будуть схилятися перед Жаном Батистом, який стане ангелом і новим месією в їх очах. Перед сходом на ешафот Греную достатньо було лише вилити краплю парфумів на білосніжну хустинку, і весь народ, відчувши п'янкий аромат, визнав вбивцю невинним. «Він невинний», — прошепотів кат, впавши на коліна; батько останньої жертви впізнав у ньому свого сина. Запах не тільки врятував життя Жана-Батиста, але і спровокував масову оргію на площі з архієпископом на чолі. На ранок протверезілий народ таки вирушає на пошуки вбивці. Однак після чотирнадцяти годин катувань в злочинах зізнається останній роботодавець Жана-Батиста. Сам же Гренуй, охоплений неспроможністю любити, відправляється до Парижу, де виливає на себе весь флакон парфумів і виявляється розтерзаним шалено закоханим в нього натовпом. Відбувається це на тому самому ринку, де він і народився.

## В ролях
| Актор            | Роль                 |
| ---------------- | -------------------- |
| Бен Вішоу        | Жан-Батист Гренуй    |
| Дастін Гоффман   | Джузеппе Бальдіні    |
| Алан Рікман      | Антуан Ріши          |
| Рейчел Херд-Вуд  | Лора Ріши            |
| Кароліна Герфурт | «Дівчина зі сливами» |
| Сара Форестьє    | Жанна Бюссі          |